# Десятичные коды APCO
Разработка десятичных кодов началась в 1937, во времена, когда полицейские радиоканалы были ограниченными. Их создание приписывается Чарльзу Хопперу, начальнику связи в десятом полицейском районе, расположенного в штате Иллинойс. Хоппер использовал радио в течение многих лет и считал необходимым укоротить сообщения в полиции. Опытный радист знает, что первый слог сообщения часто непонятен, следовательно слово «тен» («десять») в начале каждого сообщения даёт больше шансов услышать самое важное.
Позже тен-коды были адаптированы энтузиастами для гражданского диапазона. Огромная популярность в 1975‑ом песни «Convoy» исполнителя C. W. McCall породила несколько фраз, таких как 10-4 для «понял» и 10-20 для «где ты?», которые стали использоваться в американском английском.

## Список тэн-кодов
| Код   | Значение                                         |
| ----- | ------------------------------------------------ |
| 10-0  | Офицер ранен                                     |
| 10-1  | Офицеру нужна помощь                             |
| 10-4  | Принято                                          |
| 10-6  | Временно недоступен                              |
| 10-7  | Закончил смену                                   |
| 10-8  | На смене                                         |
| 10-9  | Повторите ваше сообщение                         |
| 10-10 | Потасовка                                        |
| 10-14 | Похищение                                        |
| 10-15 | Подозреваемый в наручниках                       |
| 10-19 | Возвращаюсь на станцию                           |
| 10-20 | Местоположение                                   |
| 10-24 | Брошенный автомобиль                             |
| 10-27 | Информация о человеке                            |
| 10-29 | Запрос проверки ордеров                          |
| 10-30 | Подозреваемый в розыске                          |
| 10-31 | Автомобиль в розыске                             |
| 10-32 | Дополнительный юнит                              |
| 10-41 | Нужна медицинская помощь                         |
| 10-42 | Запрашиваю департамент общественной безопасности |
| 10-50 | Авария/ДТП                                       |
| 10-53 | Человек ранен                                    |
| 10-66 | Подозрительный человек                           |
| 10-67 | Человек зовет на помощь                          |
| 10-71 | Открыт огонь                                     |
| 10-80 | Преследование                                    |
| 10-94 | Остановка человека/траффик стоп                  |
| 10-97 | На ситуации/вызове                               |